# Джесс Скіппер
Джесс Скіппер  (англ. Jess Schipper, *19 листопада 1986) — австралійська плавчиня, олімпійська чемпіонка.

## Виступи на Олімпіадах
| Олімпіада  | Дисципліна                        | Місце |
| ---------- | --------------------------------- | ----- |
| Афіни 2004 | плавання на 100 метрів, батерфляй | 4     |
| Афіни 2004 | комплексна естафета 4 × 100       | 1     |
| Пекін 2008 | плавання на 100 метрів, батерфляй | 3     |
| Пекін 2008 | плавання на 200 метрів, батерфляй | 3     |
| Пекін 2008 | комплексна естафета 4 × 100       | 1     |